# Tantor
Tantor è il nome con il quale si indicano gli elefanti in Mangani, l'immaginaria lingua delle grandi scimmie dei romanzi di Tarzan di Edgar Rice Burroughs. Nelle opere di Burroughs compaiono molti elefanti con il nome di "Tantor" come ad esempio uno con il quale Tarzan fa amicizia da giovane nel primo romanzo della serie, Tarzan delle Scimmie.

## Descrizione
Il Tantor che diventa compagno di Tarzan viene citato solo nel romanzo Tarzan delle Scimmie e nel suo sequel, Il ritorno di Tarzan. Gli elefanti sono completamente assenti nel terzo libro, Le belve di Tarzan, ma Tantor ha una presenza significativa nei libri successivi.
In Tarzan delle Scimmie, la prima relazione tra l'uomo e l'elefante è accennata in alcuni brevi passaggi, tra cui il seguente:
(E. R. Burroughs, Tarzan delle Scimmie, cap. 9)
Informazioni dettagliate riguardanti il primo incontro di Tarzan con Tantor compaiono soltanto ne I racconti della giungla di Tarzan, il sesto libro della serie, che racconta alcuni episodi della giovinezza dell'uomo scimmia omessi da Tarzan delle Scimmie.
Dal punto di vista cronologico, l'apparizione successiva di Tantor è nel quarto romanzo, Il figlio di Tarzan, scritto e pubblicato prima de I racconti della giungla di Tarzan. In questo libro Tantor è diventato amico di Korak, figlio di Tarzan, e occupa un ruolo di primo piano nella trama. Nel climax della storia (capitolo 27), mentre è infuriato, viene fermato da una parola di comando di Tarzan, riconoscendolo quindi dopo un'assenza di molti anni.

## Altri media

Tantor nella versione Disney

Nel classico Disney del 1999 Tarzan, Tantor è un elefante amico del protagonista. In originale è doppiato da Wayne Knight (adulto) e Taylor Dempsey (cucciolo) nel primo film, da Jim Cummings nella serie televisiva La leggenda di Tarzan e nel film Tarzan & Jane e da Harrison Fahn nel film Tarzan 2; in italiano è doppiato da Roberto Stocchi (adulto) nel primo film, nella serie televisiva e in Tarzan & Jane, da Edoardo Natale (cucciolo) nel primo film e da Manuel Meli nel film Tarzan 2. In questa versione, Tantor ha una grande fobia per molte cose, tra cui germi e suoni spaventosi. Come gli altri elefanti, non ha la pelle grigia ma marrone o rossiccia. È sempre in compagnia della scimmia Terk, anch'ella grande amica di Tarzan.
Nel film Greystoke - La leggenda di Tarzan, il signore delle scimmie compare un elefante morto, ma non è confermato che sia Tantor.